# Octonoba
Octonoba là một chi nhện trong họ Uloboridae.